# Jemna (przystanek kolejowy)
Jemna – zlikwidowany przystanek osobowy a dawniej stacja kolejowa w Jemnej na linii kolejowej nr 327, w województwie dolnośląskim, w Polsce.